# Флаг Энгельсского района
Флаг Э́нгельсского муниципиа́льного райо́на — официальный символ Энгельсского муниципального района, предусмотренный статьёй 9 Федерального закона от 6 октября 2003 года № 131-ФЗ «Об общих принципах организации местного самоуправления в Российской Федерации» и установленный решением Энгельсского муниципального Собрания депутатов Саратовской области от 2 марта 2006 года № 1019/63-02 «О флаге Энгельсского муниципального района Саратовской области».

## Описание флага

Построение флага.

Флаг представляет собой прямоугольное полотнище с отношением ширины к длине 2:3, с синей частью у древка и жёлтой — у свободного края полотнища, которые перекрыты двумя равновеликими стропилами — красным и чёрным, вершины которых обращены к середине свободного края флага. Вершина красного стропила совпадает с центром полотнища, вершина чёрного стропила отстоит на 2/3 длины полотнища от древка. На синей части у древка изображён прилегающий к красному стропилу белый вертикальный ромб, центр которого отстоит на 1/3 ширины полотнища от древкового края, а высота составляет половину длины флага.

## Символика флага
Флаг разработан на основе герба Энгельсского муниципального района по инициативе и под руководством директора Поволжского центра флаговедения и геральдики М. В. Ревнивцева по правилам и традициям геральдики и флаговедения, и отражает исторические, культурные и иные местные традиции Энгельсского муниципального района.
В соответствии с правилами геральдики гербовыми цветами Энгельсского муниципального района являются: жёлтый (золотой; цвет щита герба), чёрный (цвет изображения быка), красный (цвет солонки, глаз, рогов, языка и копыт быка), белый (серебряный; цвет соли в солонке и стерлядей в саратовском гербе в вольной части) и светло-синий (лазоревый; цвет поля саратовского герба в вольной части). Комбинация указанных гербовых цветов по правилам флаговедения воспроизведена на флаге Энгельсского муниципального района и, кроме того, данные гербовые цвета могут употребляться наряду с официальным изображением флага для оформления торжественных и праздничных мероприятий, плакатов, стендов, грамот и в других случаях, когда необходимо отразить принадлежность к Энгельсскому муниципальному району.
Геральдическая фигура стропило выбрана по её подобию рогам быка и чаше, белый ромб напоминает серебряную горку соли в чаше в гербе Энгельсского муниципального района.
Устремлённые к свободному краю полотнища стропила символизируют динамичное развитие Энгельсского муниципального района.
Жёлтый цвет (золото в геральдике) — символ богатства, прочности, величия, интеллекта и великодушия. На флаге жёлтый цвет символизирует золотые нивы Заволжья, богатство души его жителей. Этот цвет имеет щит в гербе Энгельсского муниципального района.
Красный цвет (червлёнь в геральдике) — символ мужества, самоотверженности, геройства, справедливой борьбы и жизни. В гербе Энгельсского муниципального района изображены красная чаша, бык имеет красные глаза, рога, язык и копыта.
Белый цвет — символ чистоты, благородства, мира, толерантности и сотрудничества. В гербе Энгельсского муниципального района этот цвет имеют горка соли в чаше на спине быка и три стерляди в вольной части герба.
Чёрный цвет — символ мудрости, терпения, сдержанности, цвет плодородной почвы Заволжья, цвет выжженной солнцем земли древнего «Великого Соляного пути» («Чумацкого шляха») с озера Эльтон. Чёрным изображён бык в гербе Энгельсского муниципального района.
Синий цвет на флаге символизирует великую реку России Волгу. Синий (лазоревый в геральдике) цвет имеет вольная часть в гербе Энгельсского муниципального района с изображением трёх серебряных стерлядей, расположенных в виде вилообразного креста.
Сочетание белого, синего и красного цветов повторяет цвета Государственного флага Российской Федерации и символизирует принадлежность Энгельсского муниципального района к Российской Федерации. Сочетание белого и синего цветов символизирует цвета герба Саратовской области (три серебряных стерляди в лазоревом щите), а белый и красный цвета повторяют цвета флага Саратовской области и свидетельствуют о том, что Энгельсский муниципальный район является частью Саратовской области.
Сочетание жёлтого и синего, чёрного, красного и жёлтого, белого, синего и красного цветов отражает особенности заселения и исторического развития Энгельсского муниципального района людьми различных национальностей.

## История
В июле 2002 года Администрацией Энгельсского муниципального образования был проведён открытый конкурс по созданию флага Энгельсского муниципального образования, на который 85 авторов из 5 стран мира представили 135 проектов, которые были экспонированы на открытой выставке в Энгельсском краеведческом музее.
По итогам конкурса лучшим был признан проект чешского вексиллолога Петра Экснера из города Градец Кралове (Чешская Республика).
Этот проект 8 августа 2002 года на внеочередном 24-м заседании Энгельсского муниципального Собрания депутатов решением № 390/24-02 был утверждён флагом Энгельсского муниципального образования и впервые поднят в торжественной обстановке над зданием администрации Энгельсского муниципального района 15 августа 2002 года в рамках празднования Дня города Энгельса.
При преобразовании Энгельсского муниципального образования в Энгельсский муниципальный район флаг был сохранен без изменений.

## Использование флага органами местного самоуправления поселений в составе Энгельсского муниципального района
Решением Энгельсского муниципального Собрания депутатов Саратовской области от 2 марта 2006 года № 1019/63-02 «О флаге Энгельсского муниципального района Саратовской области» установлено, что до утверждения органами местного самоуправления муниципальных образований городских и сельских поселений в составе Энгельсского муниципального района своих официальных символов, в случаях, предусмотренных «Положением о флаге Энгельсского муниципального района Саратовской области», органы местного самоуправления муниципальных образований городских и сельских поселений в составе Энгельсского муниципального района, а также учреждённые ими муниципальные учреждения и предприятия могут использовать флаг Энгельсского муниципального района.
Представительными органами местного самоуправления муниципальных образований в составе Энгельсского муниципального района были приняты решения об использовании флага Энгельсского муниципального района:
- Энгельсским городским Советом муниципального образования город Энгельс — 3 марта 2006 года[3];
- Приволжским Советом Приволжского муниципального образования — 16 марта 2006 года[4];
- Безымянским сельским Советом Безымянского муниципального образования- 21 марта 2006 года[5];
- Коминтерновским сельским Советом Коминтерновского муниципального образования, Красноярским сельским Советом Красноярского муниципального образования, Новопушкинским сельским Советом Новопушкинского муниципального образования и Терновским сельским Советом Терновского муниципального образования — 22 марта 2006 года[6][7][8][9].